# Andrenosoma erythrogaster
Andrenosoma erythrogaster là một loài ruồi trong họ Asilidae. Andrenosoma erythrogaster được Wiedemann miêu tả năm 1828.